# Vladimirs Nikonovs
Vladimirs Nikonovs (ros. Владимир Владимирович Никонов, Władimir Władimirowicz Nikonow; ur. 4 kwietnia 1955 w Rzeżycy) – łotewski polityk, krajoznawca i działacz religijny rosyjskiego pochodzenia, samorządowiec, od 2010 poseł na Sejm. 

## Życiorys
W 1977 ukończył studia w Ryskim Instytucie Politechnicznym, po czym pracował m.in. jako inżynier. W latach 1982–1996 zatrudniony w Łatgalskim Muzeum Historycznym w Rzeżycy, gdzie pracował jako restaurator. Od 1992 jest prezesem spółki „Reta”. W 1999 stanął na czele rzeżyckiej wspólnoty staroobrzędowców. 
Jest członkiem zarządu Centrum Kultury Rosyjskiej w Rzeżycy, a także honorowym obywatelem miasta Rzeżycy. W latach 2005–2010 zasiadał w radzie miejskiej Rzeżycy. W 2010 został wybrany w skład Sejmu X kadencji z listy Centrum Zgody. W wyborach w 2011 uzyskał reelekcję, ponownie wybrany do Sejmu w 2014 z listy Socjaldemokratycznej Partii „Zgoda”. 
Zajmuje się fotografią (miał kilka prywatnych wystaw) oraz badaniem historii Rzeżycy. Jest autorem książek oraz zbiorów fotografii (pocztówek): „Rēzekne senajās atklātnēs”, „Vecticībnieku lūgšanu nami Latgalē”, „Rēzekne. Vēstures apcerējumi”, „Vecticība Latgalē”, „Starowierije Łatgalii” i „Starowierije Łatgalii w fotografijach”. 
Żonaty, ma dwoje dzieci.